# Stephan von Haschenperg
Stephan von Haschenperg († 1543) war ein deutscher Baumeister und Militär-Ingenieur.

## Leben

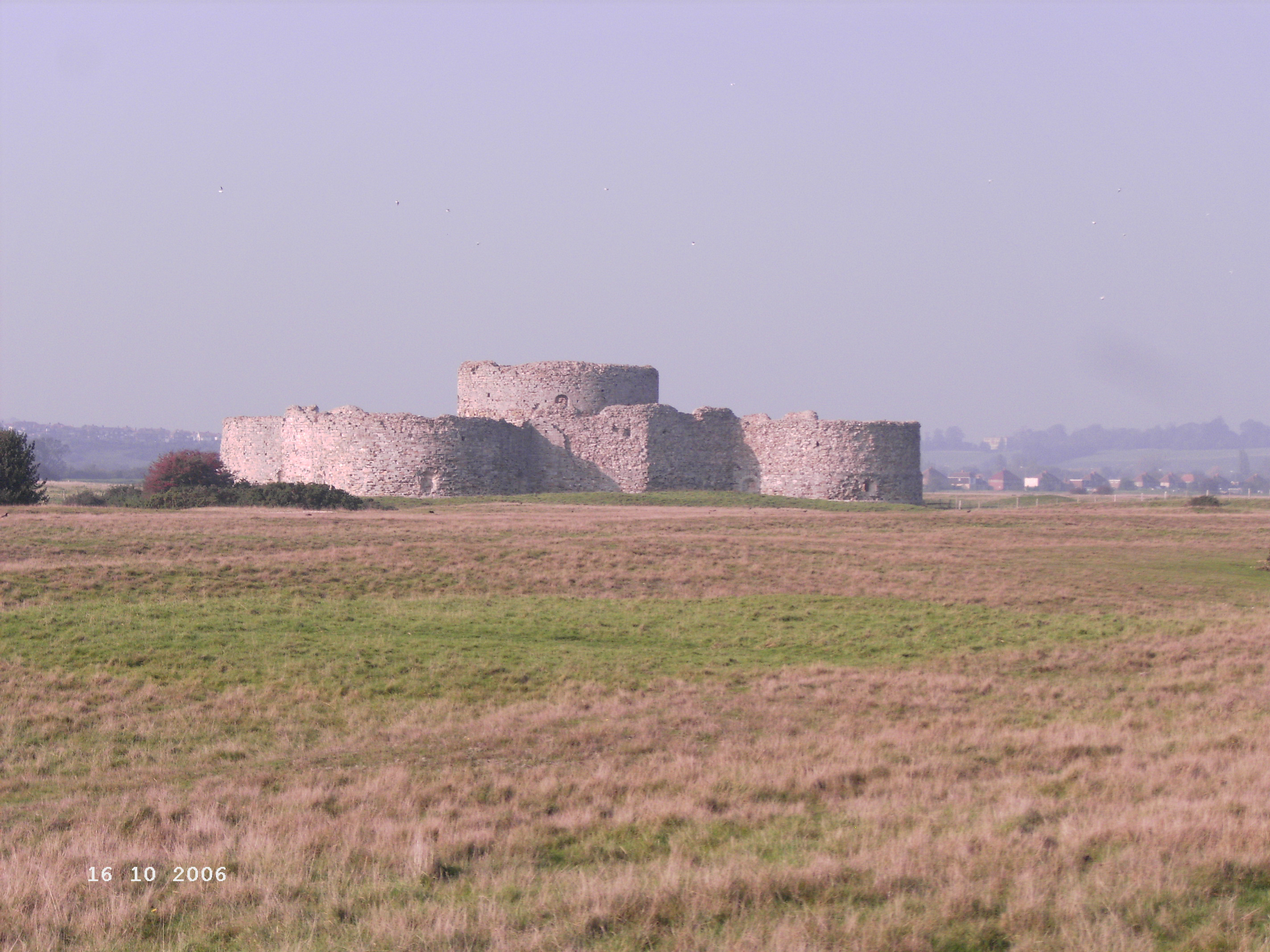
Camber Castle

Haschenperg stammte aus Mähren. Ab den späten 1530er Jahren arbeitet er in England als Festungsbaumeister für Heinrich VIII. So wurde beispielsweise in den Jahren 1541/1542 das von den Schotten bedrohte Carlisle nach seinen Plänen zu einer Festung umgebaut. Von Haschenperg stammte auch das erste Konzept einer Kette von Küstenbefestigungen entlang der englischen Kanalküste, die aus von halbrunden Bastionen umgebenen Rundtürmen bestanden. Nach diesen Plänen wurden ab 1538 eine Reihe von Festungen wie Walmer oder Deal Castle in Kent neu errichtet oder altere Burgen wie Camber Castle bei Rye umgebaut. Doch noch während des Baus der Befestigungen vollzog sich eine totale Konzeptionsänderung von der deutschen hin zur italienischen Militärarchitektur, so dass die späteren Anlagen der Festungskette wie Southsea Castle bei Portsmouth nicht mehr mit rund-, sondern mit rechtwinkligen Bastionen versehen wurden.
Nachdem Haschenperg die Gunst des englischen Königs verloren hatte und deshalb 1543 aus dessen Diensten entlassen worden war, arbeitete er noch kurz für den Bischof von Olmütz, Johannes Dubravius.